# Фителефас
Фителефас (лат. Phytelephas) — род растений семейства Пальмовые (Arecaceae), включающий шесть известных видов двудомных пальм (семейство Арековые), произрастающих от южной Панамы вдоль Анд до Эквадора, Боливии, Колумбии, северо-западной Бразилии и Перу.Они широко известны как пальмы слоновой кости, пальмы с орехами слоновой кости или пальмы тагуа (/ˈtɑːɡwə, ˈtæɡ-/); научное название Phytelephas означает „растение слоновой кости“ или, более буквально, „растительный слон“. Это и первые два распространенных названия относятся к очень твёрдому белому эндосперму их семян (орехи тагуа или семена ярины), который напоминает слоновью кость.

## Ботаническое описание
Пальмы бесстебельные или со стеблем до 2(6) м высоты, по другим данным среднего размера и высокие, достигающие 20 м в высоту. Листья крупные, перистые длиной 3-6 м. Цветки однополые, двудомные, собраны в початки. Мужские серёжки простые, длинные и толстые, цилиндрические, при основании одетые 2—4 крыльями; околоцветник чашечковидный, тычинок насчитывается до тысячи. Женские початки простые, булавовидные, со многими сравнительно длинными крыльями; околоцветник двурядный, неправильный, стаминодиев много, пестик с шарообразной завязью (с 4—9 гнёздами) и длинным столбиком с удлинёнными рыльцами, число которых соответствует числу гнёзд. Плоды ягодообразные с твёрдобугорчатой оболочкой, содержат по 4—6 семян.

## Таксономия
Род Фителефас включает 6 видов:
- Phytelephas aequatorialis Spruce — Фителефас экваториальный
- Phytelephas macrocarpa Ruiz & Pav. typus — Фителефас крупноплодный
- Phytelephas schottii H.Wendl.
- Phytelephas seemannii O.F.Cook — Фителефас Зеемана
- Phytelephas tenuicaulis (Barfod) A.J.Hend.
- Phytelephas tumacana O.F.Cook — Фителефас тумакоский

## Применение
Эндосперм слоновой пальмы часто используется в качестве заменителя слоновой кости и продаётся под названиями растительная слоновая кость, пальмовая слоновая кость, корозо, тагуа или джарина. После высыхания из него можно вырезать фигурки точно так же, как из слоновой кости; его часто используют для изготовления бусин, пуговиц, статуэток и украшений, а также можно окрашивать. Совсем недавно пальмовая кость стала использоваться при производстве волынок.
Растительная слоновая кость стимулирует местную экономику в Южной Америке, обеспечивает альтернативу вырубке тропических лесов для ведения сельского хозяйства и предотвращает гибель слонов из-за слоновой кости, содержащейся в их бивнях.
В Эквадоре широко собирают ядра эквадорской слоновой пальмы (P. aequatorialis). Крупноплодная слоновая пальма (P. macrocarpa) — это слоновая пальма, произрастающая в Бразилии, и большая часть продаваемой на международном рынке слоновой кости производится из этого вида. Колумбийская слоновая пальма (P. schottii) и P. tenuicaulis, оба ранее включенные в состав P. macrocarpa, являются обычным источником продукта в Колумбии. Два других вида довольно редки и имеют ограниченный ареал; они не используются для производства тагуа в значительных масштабах.
В своем родном ареале эти пальмы также используются в качестве источника пищи и строительной древесины.